# プロゴルファー花
『プロゴルファー花』（プロゴルファーはな）は、2010年4月8日から同年7月8日まで、日本テレビ系列「木曜ナイトドラマ」枠（毎週木曜23:58 - 翌0:38）で放送された読売テレビ制作の連続ドラマである。

## 概要
プロゴルファーを目指す女性たちの戦いを描くスポ根コメディ。脚本・演出を手がける福田雄一は木曜ナイトドラマ枠では『猿ロック』以来の起用となる。また高橋真唯は『リセット』、佐藤二朗は『LOVE GAME』以来の同枠出演となる。
キャッチコピーは「高慢女王様×超前向き娘」。

## あらすじ
派遣社員の花は、上司の命令で同席した接待ゴルフでスーパーショットを連発し優勝するが、得意先や社長の怒りを買ったことから会社をクビになってしまう。そんな花の前に彼女の才能を見出したゴルフコーチ・醍醐が現れ、プロゴルファーにならないかと声をかける。
亡き父親が遺した多額の借金を抱え、その取り立てに怯えながら貧しい暮らしをしている家族のため、そして借金返済のために、花はプロゴルファーになる決意をする。しかし、天才ゴルファー・リコをはじめとするセレブな練習生たちのいじめが花を待ち受けていた。

## キャスト

### レギュラー
サンレイクカントリークラブ
野宮花（23） - 加藤ローサ（幼少期 - 岡花音）
主人公。天真爛漫で人を憎むことを知らない純粋な性格で、言いたいことははっきり言う。父親が遺した借金と貧しい生活をしている家族を抱え、家計を支えるため、木下商事で派遣社員として働いていたが、いやいや参加させられた接待ゴルフで優勝し、商談を台無しにしたため、クビになってしまう。その後、就職活動や新聞配達のアルバイトをしていたが、不景気によりなかなか再就職先が決まらないでいた。
幼い頃から父・義彦の勧めでゴルフに打ち込んでいたが、目の前で義彦が事故死し、遺された1億円の借金を抱えることになったため、「自分がゴルフをすると不幸になる」という思いから、練習場跡地にゴルフセットを埋め、ずっとゴルフを封印していた。だが、醍醐に誘われ、借金返済のためにプロゴルファーを目指すことを決意し、サンレイクカントリークラブの練習生となる。1ヶ月間のテストラウンドでリコに敗れ、プロアマトーナメントの出場を逃したが、新たに一回でプロテストに合格することを誓う。後にテストラウンドのラストパットをはずしたトラウマからイップスになってしまうが、急遽出場したテレビマッチ対決でペアを組んだ芝山に一喝され、それを克服。一回でプロテストに合格したが、交通費・プレイ費などの諸経費がかかるため、バイトをかけもちする日々で満足にプレイできず、トーナメント本選に出場するためのマンデー予選も通過できないでいた。その後、醍醐の薦めでゴルフ仙人のもとで山篭り修行をする中で、ゴルフの楽しさを思い出し、全日本女子オープンゴルフ選手権で初めて予選を通過。そして家族や今出川の応援に支えられ、悲願の初優勝を果たす。この時の優勝賞金で一部は返済したものの、借金はまだ完済できていない。
泣くとお腹が減り、加奈子お手製の巨大おにぎりが元気とパワーの源となる。ピンチになると無意識に理想の球筋をイメージし、それを生み出すスイングを自然にできる才能を持つ。
なお、ゴルフウェアを買えないため、当初は木下商事の制服を着てプレーしていたが、今出川からゴルフウェアを贈られた。また醍醐の試練により、父親から贈られたゴルフセットが7番アイアンを除いて隠されたが、新しいゴルフセット一式が何者かにより贈られた。イップスでスランプに陥った時には、家の中から見つかった義彦のパターも使用している。
高瀬リコ（24） - 片瀬那奈
サンレイクカントリークラブの練習生。華麗なゴルフウェアで身をつつむセレブなゴルファーで、ゴルフの才能も抜群。プロゴルファーを目指すのに邪魔な存在となる花を敵視し、いじめていく。プロアマトーナメントのアマチュア出場枠を巡って1ヶ月間のテストラウンドの末、花に勝ち、プロアマトーナメント初出場・初優勝を果たす。花とともにプロテストに合格。プロになってからも花にあの手この手で嫌がらせをしているが、それ以上にブサイクな大原が嫌い。後に今出川に婚約解消されるが、全日本女子オープンゴルフ選手権で優勝したら結婚してほしいと告げる。しかし、最終日の終盤で花を応援する今出川の姿を目の当たりにしてから調子を崩し、結局優勝も結婚も逃してしまうことになった。
今出川順（23） - 井上正大
サンレイクカントリークラブ所属のプロゴルファー。イケメンで人気・実力を兼ね備えている。実は今出川コンツェルンの御曹司。ビール1本であっさり酔っ払うほど、酒は弱い。リコとの婚約の噂があるも、しだいに花に惹かれていくが、リコの企みで毅と三郎から自分に近づくなと言われた花が離れてしまったショックからか、アメリカツアーに参戦。リコに婚約解消を告げるが、花が芝山と一緒にいるところを目撃し、自分よりも芝山の方が似合っていると勘違いし落ち込んでしまう。物語終盤で「定食のみや」を買い取って野宮家の人々を追い出すが、実はこれは花を追い込むために醍醐に頼まれてやったことだった。最後は花を応援し、彼女の優勝に力を貸すことになる。
尾口ミチル（22） - 高橋真唯（第2話 - ）
サンレイクカントリークラブの練習生。花より年下だが練習生としては3年先輩。ゴルフ場の仕事を教えたり、リコたちにいじめられる花の味方となる。一緒にプロになろうと言ってくれた花を支えるためにプロゴルファーになることを断念し、花専属のキャディになる。
戸田あゆみ - 高梨臨
サンレイクカントリークラブの練習生。リコ同様にセレブで、一緒に花をいじめる。
福島百合子 - 上野なつひ
サンレイクカントリークラブの練習生。リコ同様にセレブで、一緒に花をいじめる。
藤田 - 佐藤正和（第2話 - ）
サンレイクカントリークラブの支配人。リコの言いなりになり、花を練習させないようにする。
キャディ - 栗原寛孝（第4話 - ）
サンレイクカントリークラブの今出川専属のキャディ。
醍醐一馬（40） - 石黒賢
サンレイクカントリークラブで専属ゴルフコーチをしながら、玉拾いをしている。接待ゴルフでのプレーを見て才能を見出し、花をスカウトする。熱血だが、技術ではなく精神論を説いていく。過去については謎に包まれており作中では語られることはなかった。立ち去る時には「バサッ」と言いながら、マントをひるがえす仕草をするのがお約束となっている。父親はゴルフ仙人（醍醐によるとボケているとのこと）で、プロゴルファーになってから予選落ちが続く花を修行させた。

ラクラク金融
鶴田三郎（32） - ムロツヨシ
取り立て屋で毅の従順な弟分。リコの策略で今出川に二度と接触しないよう花に命令する。
野木毅（40） - 佐藤二朗
取り立て屋で三郎の兄貴分。お金の話になると河内弁になる。花がプロゴルファーになることを聞き、借金の返済を1年待つ代わりに、返済額を1億円から2億円に引き上げてしまう。しかしその後も、三郎とともに利息の取り立てに野宮家にやってくる。

野宮家
野宮陸 - 野村周平
野宮家の長男で高校生。大学進学を目指し、いつも本を片手に勉強に励んでいる。花が試合でかかる諸費を稼ぐため、バイトをして支える。
野宮海 - 上妻成吾
野宮家の次男で小学生。学校で「貧乏マン」といじめられていたが、花や加奈子が悲しい思いをしないよう、自らいじめた相手に立ち向かい勝った。花が試合でかかる諸費を稼ぐため、空と内職をして支える。
野宮空 - 大野百花
野宮家の次女で小学生。おませな性格。花が試合でかかる諸費を稼ぐため、海と内職をして支える。
野宮義彦 - 久ヶ沢徹
花・陸・海・空の父。ゴルフ練習場を経営し、花が小さい時からゴルフを教えていたが、花のためにゴルフセットを買った帰りに、花の目の前でトラックに轢かれ亡くなってしまう。その結果、練習場を作る際に作った借金1億円を野宮家の家族が抱え、貧しい生活を強いられることになる。
野宮加奈子（41） - 石野真子
花・陸・海・空の母。女手一つで子供たちを育てながら「定食のみや」を切り盛りしている。

その他
芝山勇二 - 田中聡元（第7 - 12話）
プロゴルファーで男子の賞金王。ライバルの今出川とは対照的に、ブサイクで女性ファンが一人もいない（後に空がファンになった）。父親がギャンブルで借金を作って亡くなり、母親と3人の弟妹と飲まず食わずの貧しい生活を送っていたため、金のためにプロゴルファーになった。テレビマッチ対決で出来レースだと激怒し帰った大原に代わって、花とペアを組み、彼女のイップスを克服させた（実は花のイップスを克服させるために、醍醐が仕組んだことである）。自分と似た境遇の花に興味を抱く。
大原道子 - 伊藤麻実子（第8・9・11・12話）
プロゴルファーで女子の賞金王。ブサイクでプライドが高い。テレビマッチ対決で芝山とペアを組む予定だったが、初めから今出川・リコペアを勝たせる出来レースだと知り激怒して帰ってしまう。その後、プロゴルファーになった花やリコをつぶそうと嫌がらせをするが、全日本女子オープンゴルフ選手権の予選で、花をつぶそうと手を組んでいたリコに裏切られ、予選落ちしてしまう。
ナレーション - 池田成志（第2話 - ）
冒頭で、前回までのあらすじを何となくざっくりと説明している。

### ゲスト
第1話
- 小沢部長 - 東根作寿英
- 石橋課長 - 小松利昌
- 取引先の社員 - 竹井亮介
- 木下商事社長 - 野添義弘
- 新聞販売店店長 - 太田恭輔

第2話
- ケイン - 山本高広
- ゴルフ場の常連客 - 剣持直明
- リコを乗せたタクシー運転手 - 小林大介（第2話はノンクレジット）

第3話
- ユースケ・サンタマリア、武田鉄矢 - ホリ
- つんく - つんつく

第4話
- ゴルフ場の客 - 野村啓介、松尾英太郎
- マスオさん - HEY!たくちゃん
- リコを乗せたタクシー運転手 - 小林大介

第5話
- 医者 - 金子伸哉
- アナウンサー - 中尾ちひろ
- インタビュアー - 安田裕

第7話
- もう中学生 - 山本高広
- 屋台の主人 - 剣持直明
- 陸の悪友 - 太賀、伊藤直人
- アナウンサー - 中尾ちひろ
- インタビュアー - 安田裕

第8話
- 賭けゴルフの男（レッスンプロ） - 森永健司、芦田昌太郎
- プロデューサー - 田中嘉治郎

第9話
- テレビマッチ対決の司会者 - 本川剛毅
- ディレクター - 本井博之
- プロデューサー - 田中嘉治郎
- 居酒屋の店員 - 山本泰弘

第10話
- 大泉洋 - ホリ
- 工事現場の作業員 - 小杉幸彦
- 居酒屋の店員 - 山本泰弘

第11話
- ゴルフ仙人 - きたろう
- 陸とぶつかった通行人 - 山中雄輔
- 全日本女子オープンゴルフ選手権の受付 - 和田成正
- 大原のキャディ - 嶋田真

第12話
- 記者 - 太田恭輔、金子伸哉、浦井大輔
- 全日本女子オープンゴルフ選手権の受付 - 齊藤みつじ
- 大原のキャディ - 嶋田真

最終話
- 解説 - 山崎大輔
- 実況 - 田上ひろし
- ギャラリーの女性 - 小野木里奈
- ウェディングプランナー - 萩美香
- 全日本女子オープンゴルフ選手権の係員 - 津田タカシゲ

## スタッフ
- 脚本・演出：福田雄一
- 演出：岡本浩一、塚本連平、久保田博紀
- 音楽：瀬川英史
- ゴルフ指導：那須ミネコ
- 技術協力：八峯テレビ、ブル
- 照明協力：サンライズアート
- 美術協力：京映アーツ
- ポスプロ：レスパスビジョン
- チーフプロデューサー：堀口良則（ytv）
- プロデューサー：尼子大介（ytv）、森谷雄（アットムービー）
- 制作協力：アットムービー
- 制作著作：読売テレビ

## テーマ曲
- 主題歌：ステレオポニー「OVER DRIVE」（gr8! records/Sony Music Records）
- 挿入歌：May J.「Believe」(rhythm zone)

## サブタイトル
| #      | 放送日        | サブタイトル     | 演出       |
| ------ | ------------- | ---------------- | ---------- |
| 01     | 2010年4月8日  | 私、一億稼ぎます | 福田雄一   |
| 02     | 2010年4月15日 | 女王様の宣戦布告 | 福田雄一   |
| 03     | 2010年4月22日 | ミラクルショット | 塚本連平   |
| 04     | 2010年4月29日 | いきなりの失恋   | 塚本連平   |
| 05     | 2010年5月6日  | 激しくジェラシー | 岡本浩一   |
| 06     | 2010年5月13日 | コーチ買収疑惑!  | 岡本浩一   |
| 07     | 2010年5月20日 | コーチ、血を吐く | 久保田博紀 |
| 08     | 2010年5月27日 | ガケっぷちの女   | 久保田博紀 |
| 09     | 2010年6月4日  | スランプに勝つ!  | 塚本連平   |
| 10     | 2010年6月10日 | 貧乏プロの現実!  | 岡本浩一   |
| 11     | 2010年6月24日 | 仙人が教える秘技 | 塚本連平   |
| 12     | 2010年7月1日  | 一家離散のピンチ | 福田雄一   |
| 最終回 | 2010年7月8日  | 最終ホールの奇跡 | 福田雄一   |

- 第9話は『NEWS ZERO』が日テレ系ecoウィークで放送時間を10分延長したため、10分遅延の金曜0:08開始。
- 6月17日は2010 FIFAワールドカップ・南アフリカ大会 グループリーグB組「ギリシャ - ナイジェリア」戦放送のため休止。

## その他
- 毎回放送終了後に、加藤ローサと片瀬那奈が本編で着用したゴルフウェアなどが、読売テレビと千趣会が共同で立ち上げた株式会社センテンスの通販ブランド・ビートップスで販売されている[1]。
- 本編中に出現するQRコードにアクセスすると、待ち受け画像を入手することができる（出現シーン・待ち受け画像は毎回異なる）[2]。
- 第2話から第11話までのエンディングでは「順さまレッスン」と題し、今出川によるゴルフのワンポイントレッスンを放送。携帯サイトでも動画を見ることができる。
- 高梨臨は、このドラマが縁で、森谷雄がプロデューサーを務めたドラマ『宇宙犬作戦』のヒロイン役に起用されている。
- メインロケ地として登場するサンレイクカントリークラブは、栃木県日光市に実在するゴルフ場であり、劇中でも実名のまま使用されている。